# Dom Jean François
Pour les articles homonymes, voir François.
Ne doit pas être confondu avec Jean François.
Dom Jean François, né le 21 janvier 1722 à Jéhonville dans le duché de Bouillon et mort le 22 avril 1791 à Senones, est un bénédictin de la congrégation de Saint-Vanne.

## Biographie
Il entre chez les bénédictins de la Congrégation de Saint-Vanne et Saint-Hydulphe en 1740 et devient membre de la Société royale des sciences et arts de Metz en 1756.
Il est célèbre pour son Histoire de Metz (1789) en 4 volumes. 

## Œuvres
- 1773 : Vocabulaire austrasien, pour servir à l'intelligence des preuves de l'histoire de Metz, des loix et atours de la ville, des chartres, titres, actes et autres monumens du moyen-âge, écrits en langue romane, tant dans le pays Messin que dans les provinces voisines
- 1777 : Dictionnaire roman, wallon, celtique et tudesque
- 1777 : Bibliothèque générale des écrivains de l'ordre de Saint-Benoit (4 volumes)
- 1789 : Histoire de Metz (4 volumes)
- 1913 : Journal de dom Jean François, 1760-1772 suivi de Appendice sur l'épiscopat de monseigneur de Saint-Simon, 1733-1760